# Клинг, Монс Нильссон
Монс Нильссон Клинг (швед. Måns Nilsson Kling; 1600 — 1657) — второй губернатор Новой Швеции.
Первая шведская экспедиция в Северную Америку была предпринята на кораблях «Кальмар Нюккель» и «Фогель Грип», отплывших в конце 1637 года из Гётеборга. Предприятие было организовано адмиралом Класом Флемингом. Помощь в снаряжении экспедиции оказал директор Голландской Вест-Индской компании Самуэль Бломмарт, а по совету его коллеги Виллема Усселинкса главой был назначен Петер Минюи. В итоге 29 марта 1638 года шведские, финские и голландские поселенцы высадились в низовьях реки Делавэр, положив начало колонии Новая Швеция, частично занимавшей территории современных Делавэра, Пенсильвании и Нью-Джерси. 15 июня 1638 года Петер Минюи, ставший первым губернатором вновь созданной провинции, отплыл на карибский остров Сент-Китс для обмена груза вина и аквавита на табак. В пути корабль попал в бурю, и Минюи погиб.
Назначенный на время отсутствия Минюи заместителем участник первой экспедиции Монс Клинг исполнял обязанности губернатора до прибытия в колонию 17 апреля 1640 года лейтенанта шведского флота Петера Холландера Риддера.